# ATP Pörtschach
Das ATP-Turnier von Pörtschach (offiziell Hypo Group Tennis International) war von 2006 bis 2008 alljährlich das erste von drei Turnieren der ATP Tour in Österreich. Da es im Vorfeld der French Open stattfand und auf Sand ausgetragen wurde, galt der Wettbewerb als Vorbereitungsturnier für die French Open.

## Geschichte
Die Vorgängerveranstaltungen des Turniers fanden zunächst in Italien statt, von 1981 bis 1989 in Bari und von 1990 bis 1993 in Genua. Dabei fanden die ersten drei Ausgaben im Zuge der ATP Challenger Tour statt. Das Turnier zog schließlich nach St. Pölten um, wo es von 1994 bis 2005 ausgetragen wurde. Der Name des Turniers wurde im Laufe der Zeit häufig geändert. Bis zur Gründung der ATP Tour 1990 war das Turnier Teil des Grand Prix Tennis Circuit. Danach war es innerhalb der ATP Tour Bestandteil der World Series, der niedrigsten Serie.
2009 ging die Lizenz nach Kitzbühel.

## Siegerliste
Rekordsieger des Turniers ist Thomas Muster mit vier Titeln im Einzel sowie einem Titel im Doppel. Im Doppel ist der Tscheche Petr Pála mit drei Titeln Rekordsieger.

### Einzel
| Austragungsort | Jahr | Sieger                | Finalgegner            | Finalergebnis |
| Pörtschach     |      |                       |                        |               |
| -------------- | ---- | --------------------- | ---------------------- | ------------- |
| Pörtschach     | 2008 | Nikolai Dawydenko (3) | Juan Mónaco            | 6:2, 2:6, 6:2 |
| Pörtschach     | 2007 | Juan Mónaco           | Gaël Monfils           | 7:63, 6:0     |
| Pörtschach     | 2006 | Nikolai Dawydenko (2) | Andrei Pavel           | 6:0, 6:3      |
| St. Pölten     | 2005 | Nikolai Dawydenko (1) | Jürgen Melzer          | 6:3, 2:6, 6:4 |
| St. Pölten     | 2004 | Filippo Volandri      | Xavier Malisse         | 6:1, 6:4      |
| St. Pölten     | 2003 | Andy Roddick          | Nikolai Dawydenko      | 6:3, 6:2      |
| St. Pölten     | 2002 | Nicolás Lapentti      | Fernando Vicente       | 7:5, 6:4      |
| St. Pölten     | 2001 | Andrea Gaudenzi       | Markus Hipfl           | 6:0, 7:5      |
| St. Pölten     | 2000 | Andrei Pavel          | Andrew Ilie            | 7:5, 3:6, 6:2 |
| St. Pölten     | 1999 | Marcelo Ríos (3)      | Mariano Zabaleta       | 4:4 aufgg.    |
| St. Pölten     | 1998 | Marcelo Ríos (2)      | Vincent Spadea         | 6:2, 6:0      |
| St. Pölten     | 1997 | Marcelo Filippini     | Patrick Rafter         | 7:6, 6:2      |
| St. Pölten     | 1996 | Marcelo Ríos (1)      | Félix Mantilla         | 6:2, 6:4      |
| St. Pölten     | 1995 | Thomas Muster (4)     | Bohdan Ulihrach        | 6:3, 3:6, 6:1 |
| St. Pölten     | 1994 | Thomas Muster (3)     | Tomás Carbonell        | 4:6, 6:2, 6:4 |
| Genua          | 1993 | Thomas Muster (2)     | Magnus Gustafsson      | 7:6, 6:4      |
| Genua          | 1992 | Andrij Medwedjew      | Guillermo Pérez Roldán | 6:3, 6:4      |
| Genua          | 1991 | Carl-Uwe Steeb        | Jordi Arrese           | 6:3, 6:4      |
| Genua          | 1990 | Ronald Agénor         | Tarik Benhabiles       | 3:6, 6:4, 6:3 |
| Bari           | 1989 | Juan Aguilera         | Marián Vajda           | 4:6, 6:3, 6:4 |
| Bari           | 1988 | Thomas Muster (1)     | Marcelo Filippini      | 2:6, 6:1, 7:5 |
| Bari           | 1987 | Claudio Pistolesi     | Francesco Cancellotti  | 6:7, 7:5, 6:3 |
| Bari           | 1986 | Kent Carlsson         | Horacio de la Peña     | 7:5, 6:7, 7:5 |
| Bari           | 1985 | Claudio Panatta       | Lawson Duncan          | 6:2, 1:6, 7:6 |
| Bari           | 1984 | Henrik Sundström      | Pedro Rebolledo        | 7:5, 6:4      |

### Doppel
| Austragungsort | Jahr                                   | Sieger                               | Finalgegner                 | Finalergebnis      |
| Pörtschach     |                                        |                                      |                             |                    |
| -------------- | -------------------------------------- | ------------------------------------ | --------------------------- | ------------------ |
| Pörtschach     | 2008                                   | Marcelo Melo André Sá                | Julian Knowle Jürgen Melzer | 7:5, 6:73, [13:11] |
| Pörtschach     | 2007                                   | Simon Aspelin (2) Julian Knowle      | Leoš Friedl David Škoch     | 7:66, 5:7, [10:5]  |
| Pörtschach     | 2006                                   | Paul Hanley (2) Jim Thomas           | Oliver Marach Cyril Suk     | 6:3, 4:6, [10:5]   |
| St. Pölten     |                                        |                                      |                             |                    |
| 2005           | Lucas Arnold Ker Paul Hanley (1)       | Martin Damm Mariano Hood             | 6:3, 6:4                    |                    |
| 2004           | Mariano Hood Petr Pála (3)             | Tomáš Cibulec Leoš Friedl            | 3:6, 7:5, 6:4               |                    |
| 2003           | Simon Aspelin (1) Massimo Bertolini    | Sargis Sargsian Nenad Zimonjić       | 6:4, 6:78, 6:3              |                    |
| 2002           | Petr Pála (2) David Rikl (2)           | Mike Bryan Michael Hill              | 7:5, 6:4                    |                    |
| 2001           | Petr Pála (1) David Rikl (1)           | Jaime Oncins Daniel Orsanic          | 6:3, 5:7, 7:5               |                    |
| 2000           | Mahesh Bhupathi Andrew Kratzmann       | Andrea Gaudenzi Diego Nargiso        | 7:610, 6:72, 6:4            |                    |
| 1999           | Andrew Florent (2) Andrei Olchowski    | Brent Haygarth Robbie Koenig         | 5:7, 6:4, 7:5               |                    |
| 1998           | Jim Grabb David Macpherson             | David Adams Wayne Black              | 6:4, 6:4                    |                    |
| 1997           | Kelly Jones Scott Melville             | Luke Jensen Murphy Jensen            | 6:2, 7:6                    |                    |
| 1996           | Sláva Doseděl Pavel Vízner             | David Adams Menno Oosting            | 6:7, 6:4, 6:3               |                    |
| 1995           | Bill Behrens Matt Lucena               | Libor Pimek Byron Talbot             | 7:5, 6:4                    |                    |
| 1994           | Vojtěch Flégl Andrew Florent (1)       | Adam Malik Jeff Tarango              | 3:6, 6:1, 6:4               |                    |
| Genua          |                                        |                                      |                             |                    |
| 1993           | Sergio Casal Emilio Sánchez            | Mark Koevermans Greg Van Emburgh     | 6:3, 7:6                    |                    |
| 1992           | Shelby Cannon Greg Van Emburgh         | Paul Haarhuis Mark Koevermans        | 6:1, 6:1                    |                    |
| 1991           | Marcos Aurelio Górriz Alfonso Mora     | Massimo Ardinghi Massimo Boscatto    | 5:7, 7:5, 6:3               |                    |
| 1990           | Tomás Carbonell Udo Riglewski          | Cristiano Caratti Federico Mordegan  | 7:6, 7:6                    |                    |
| Bari           |                                        |                                      |                             |                    |
| 1989           | Simone Colombo Claudio Mezzadri        | Sergio Casal Javier Sánchez          | 0:6, 6:3, 6:3               |                    |
| 1988           | Thomas Muster Claudio Panatta (2)      | Francesco Cancellotti Simone Colombo | 6:3, 6:1                    |                    |
| 1987           | Christer Allgårdh Ulf Stenlund         | Roberto Azar Marcelo Ingaramo        | 2:6, 7:5, 7:5               |                    |
| 1986           | Gary Donnelly Tomáš Šmíd               | Sergio Casal Emilio Sánchez          | 2:6, 6:4, 6:4               |                    |
| 1985           | Alejandro Ganzábal Claudio Panatta (1) | Marcel Freeman Laurie Warder         | 6:4, 6:2                    |                    |
| 1984           | Stanislav Birner Libor Pimek           | Marcel Freeman Tim Wilkison          | 2:6, 7:6, 6:4               |                    |